# Ingeln-Oesselse
Ingeln-Oesselse ist eine Ortschaft der Stadt Laatzen in der niedersächsischen Region Hannover. Oesselse ist der westlich gelegene, größere Ortsteil.

## Geografie
Umgeben ist das Dorf, neben zahlreichen Feldern, von dem Waldgebiet Bockmerholz im Norden und den Dörfern Gleidingen und Rethen mit der Leine-Masch im Westen. Im Osten verläuft die Bundesautobahn 7.

## Geschichte
Ingeln wurde erstmals 1162 urkundlich erwähnt und gehörte damals zu Ostfalen. Später wurde das Dorf der Grundherrschaft des Michaelisklosters in Hildesheim übergeben. Im 15. Jahrhundert ging Ingelns Nachbardorf Delm unter, die Bewohner flüchteten und die meisten wurden in Ingeln ansässig. Zum Gedenken an Delm stehen an seinem damaligen Standort drei Eichen, die auch im Ingelner Wappen an dieses Dorf erinnern. Auch im Norden Ingelns steht ein Denkmal für ein untergegangenes Dorf namens Bokum, das in den frühen Urkunden Bodeken genannt wird. An diesen Ort erinnert die Bokumer Straße. Anfang des 20. Jahrhunderts hatte Ingeln knapp 300 Einwohner, im März 2014 lebten in dem Doppeldorf Ingeln und Oesselse insgesamt 3900 Einwohner.
Oesselse wurde erstmals im Jahr 1022 unter dem Namen Oslevessen in den Stiftungsurkunden des Michaelisklosters in Hildesheim urkundlich erwähnt. Oesselse ist als Haufensiedlung in einer Senke nördlich der heutigen Gleidinger Straße entstanden. Der alte Ortskern wird umschlossen von der Gleidinger Straße, der Rotdornallee und der Straße Im Eichengrund. Die Siedlungserweiterung entlang der Bergstraße stammt aus dem 19. Jahrhundert. Im Ortskern prägen neben der Kirche und dem Pfarrhaus die landwirtschaftlichen Gebäude das Dorfbild. Einige Fachwerkbauten in Vierständerbauweise stammen aus dem 18. Jahrhundert. Um 1900 sind mehrere Hofanlagen durch Dreiseithöfe und ihre alte Bausubstanz durch Wohn- und Wirtschaftsgebäude in der Ziegelbauweise ersetzt worden.
Im Süden stand ursprünglich eine Bockwindmühle aus dem Jahr 1630, die später im Jahr 1860 durch eine neue Bockwindmühle ersetzt wurde. Diese Bockwindmühle wurde im Herbst 1987 durch einen Brand zerstört.
Nach dem Jahr 1945 entstanden Neubauten im Westen und im Nordosten von Oesselse. Seit dem Jahr 1980 wurden auch im alten Ortskern neuzeitliche Gebäude errichtet. Seit dem Jahr 2004 entstanden vor allem im Westen und im Süden von Oesselse neue Wohngebiete.

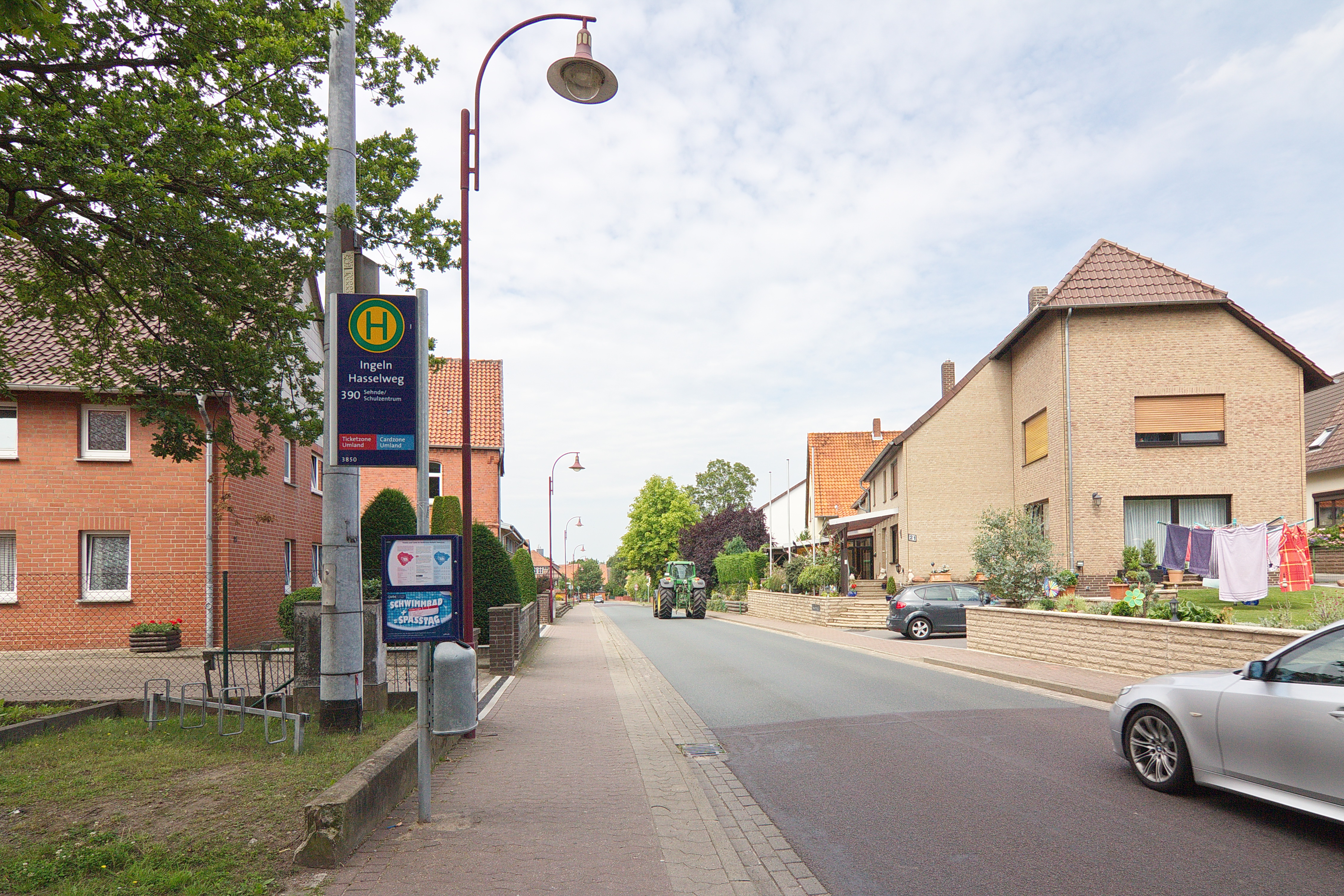
Ortsblick in Ingeln
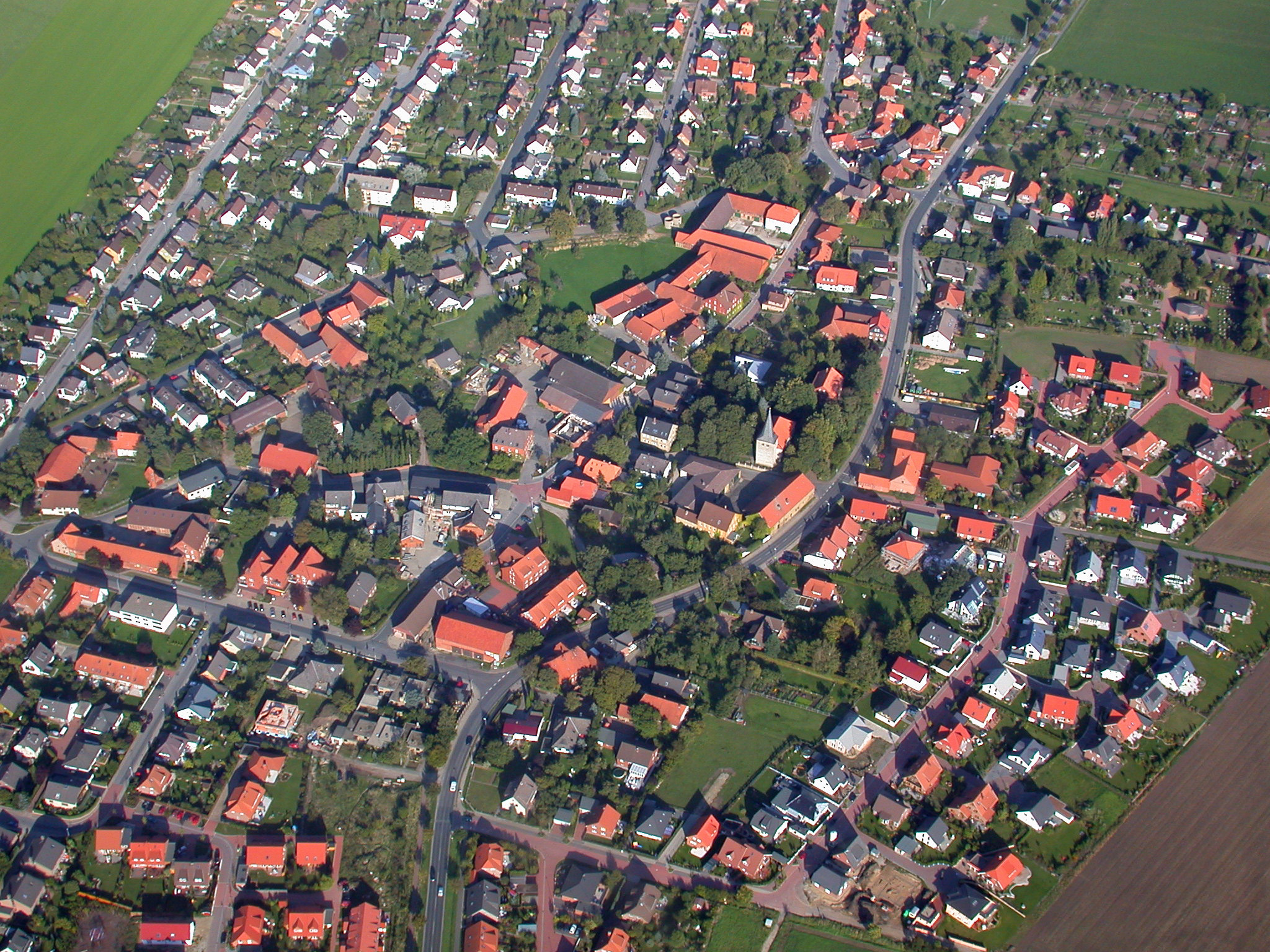
Oesselse aus der Luft gesehen

Die ehemaligen Gemeinden Ingeln und Oesselse wurden bei der Gebietsreform am 1. März 1974 eingemeindet und zur Ortschaft Ingeln-Oesselse zusammengefasst. Davor gehörten sie zum Landkreis Hildesheim-Marienburg.
Ein Ingeln-Oesselse gab es bereits 1937, in Form der NSDAP-Ortsgruppe Ingeln-Oesselse. Davor gehörten Ingeln und Oesselse zur NSDAP-Ortsgruppe Gleidingen. Der Zuspruch innerhalb der Einwohnerschaft war allerdings gering. Laut Propaganda der Ortsgruppe hatte sie 50 Mitglieder. Nicht sonderlich viel bei etwa 700 Einwohnern, insgesamt in beiden Ortsteilen, und das lässt sich nicht einmal durch eine andere Quelle belegen. Hier wurde gemogelt, damit man eine eigene NSDAP-Ortsgruppe gründen durfte. Das lässt sich durch zeitgenössische Unterlagen nachweisen.

## Politik

### Ortsrat
Der Ortsrat von Ingeln-Oesselse setzt sich aus einer Ratsfrau und zehn Ratsherren folgender Parteien zusammen:
- CDU: 6 Sitze
- SPD: 4 Sitze
- Grüne: 1 Sitz

(Stand: Kommunalwahl 11. September 2016)

### Ortsbürgermeister
Der Ortsbürgermeister von Ingeln-Oesselse ist Heinrich Hennies (CDU). Sein Stellvertreter ist Michael Riedel (SPD).

### Wappen von Ingeln
Der Entwurf des Wappens von Ingeln ist von unbekannter Herkunft. Das Wappen hat dem Preußischen Geheimen Staatsarchiv vorgelegen und ist in den Jahren 1930/31 genehmigt worden.
| Wappen von Ingeln-Oesselse | Blasonierung: „Auf Silber drei grüne Eichen. In den Eichen verstreut Eicheln in Gold.“ |
| Wappen von Ingeln-Oesselse | Wappenbegründung: In Ingelns Nähe lagen einst zwei blühende Dörfer, gen Norden Bokum, auch Bodeken genannt, gen Süden Delm, öfter auch Dallum oder Dallenem geheißen. Als sie untergingen, zog ein Teil ihrer Bewohner nach Ingeln und brachte der Feldmark von Ingeln durch ihre Äcker nicht geringen Zuwachs. Die Dörfer verschwanden, doch ihr Andenken lebte durch die Jahrhunderte fort. Es wurde besonders durch zwei Eichengruppen gepflegt, die sich wirksam aus der Flur herausheben und einen Schmuck der fruchtbaren Felder bilden. Ein Eichenpaar im Norden hütet, wackeren Knappen gleich, die Stätte des Dorfes Bokum. Die fünf „Delmer Eichen“ im Süden halten auf uraltem Delmer Grunde Wacht. Das war die Mühe wert, im Schilde die treuen Hüter der Vergangenheit, die Zeugen längst entschwundener Tage, festzuhalten. |

### Wappen von Oesselse
Der Entwurf des Wappens von Oesselse ist ebenfalls von unbekannter Herkunft. Das Wappen hat dem Preußischen Geheimen Staatsarchiv vorgelegen und ist in den Jahren 1930/31 genehmigt worden.
| Wappen von Ingeln-Oesselse | Blasonierung: „Auf Gold ein halber, roter Löwe; darunter zwei blaue Balken.“ |
| Wappen von Ingeln-Oesselse | Wappenbegründung: Das Wappenbild stammt aus dem Siegel der Ritter von „Ösleven“ oder „Össelse“. Einst waren sie im Dorfe begütert und haben darum von ihm den Namen angenommen. Das Dorf nahm von ihnen den Wappenschild. Der Löwe im Wappen bedeutet Freiheit und Edelmut; die Balken erinnern an die alten Fachwerkbauten unserer Vorfahren und darum an Haus und Heim. |

## Religion
Die evangelisch-lutherische St.-Nicolai-Kirchengemeinde Oesselse wurde am 1. Januar 2012 mit den Kirchengemeinden in Algermissen, Groß Lobke, Hotteln, Lühnde und Wirringen-Müllingen-Wassel zur Evangelisch-lutherischen Zwölf-Apostel-Kirchengemeinde Sarstedt-Land im Kirchenkreis Hildesheim-Sarstedt zusammengeschlossen.
Pastoren
- Tilo Garße (Quelle: Kirchenvisitation 1543)
- Johann Flor (um 1573)
- Georgius Kemme, ab 1588, verlor sein Amt 1609 nach einem Prozess gegen ihn, in dem er von der Kirchengemeinde als Trinker angeklagt wurde
- Johannes Dannenberg, gestorben nach einem Überfall auf das Dorf Oesselse im Dreißigjährigen Krieg am 24. Dezember 1644
- Harbord Roleffs ab 16. März 1645
- Johannes Heinemann ab 8. März 1646
- Johannes Georgius Heinemann, Sohn des Vorigen, ab Februar 1673 – er begann 1687 mit der Führung der Kirchenbücher, die im Archiv der St.-Nicolai-Kirche vorhanden sind
- Martin Kühhirt, geboren in Deutsch-Südwestafrika 1911, Pastor in Ingeln-Oesselse 1940–1947
- Paul Gäbler (1901–1972), Pastor in Ingeln-Oesselse 1947–1950
- Klaus-Jürgen Gensicke (1937–2013), Pastor in Ingeln-Oesselse 1986–1994, danach ging er wieder zurück nach Südafrika, wo er von Mitte der 60er Jahre bis 1981 als Missionar der ev.-luth. Hermannsburger Mission in KwaZulu-Natal tätig war

## Kultur und Sehenswürdigkeiten

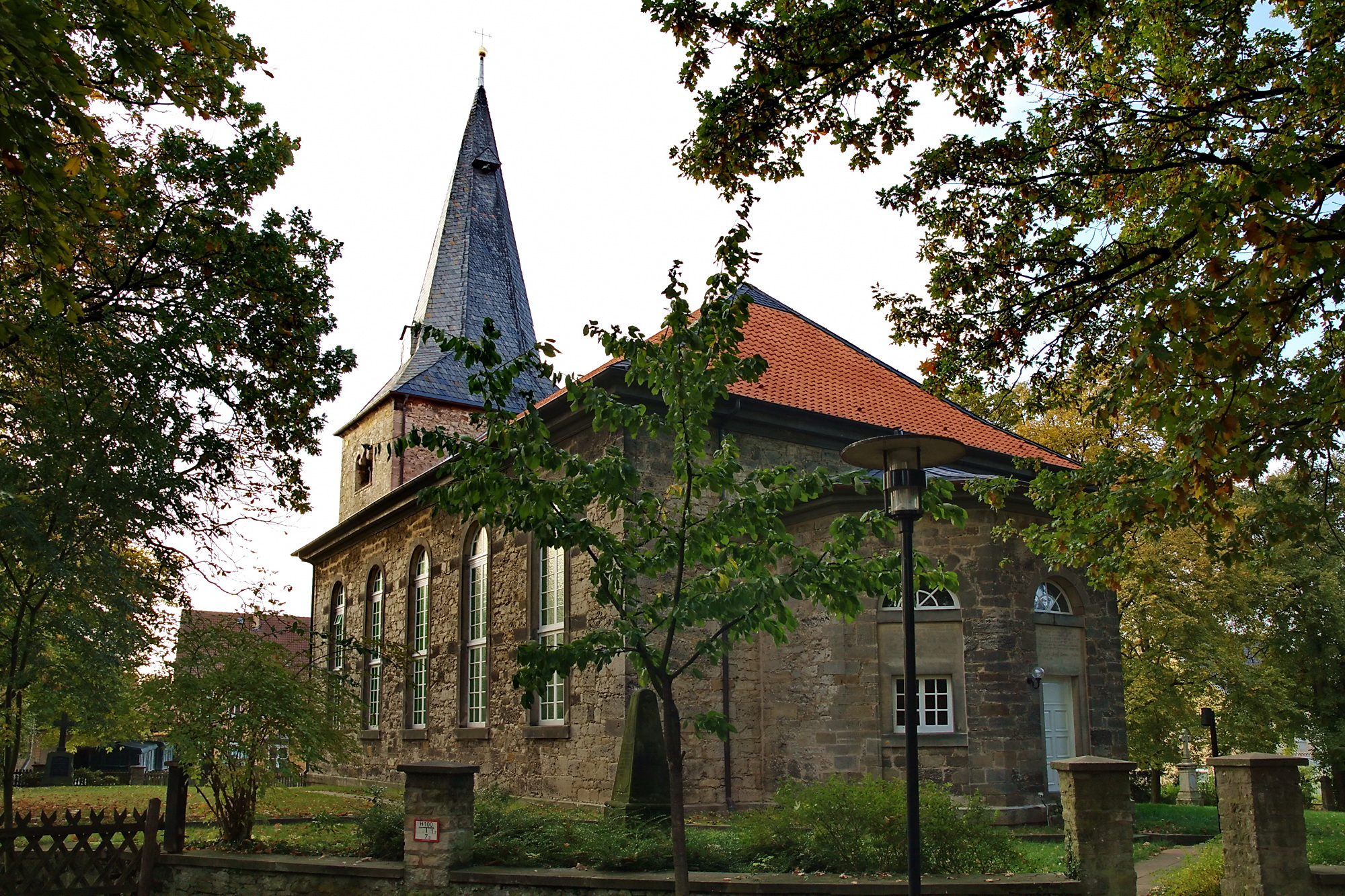
St.-Nicolaikirche Oesselse

### Bauwerke
- Der Wehrturm der Pfarrkirche St. Nicolai in Oesselse entstand im frühen 13. Jahrhundert. Eine der Glocken im Turm wird auf die Zeit von 1200 bis 1250 datiert. Eine weitere Glocke stammte aus dem Beginn des 18. Jahrhunderts. Während des Zweiten Weltkrieges wurde sie abmontiert und für militärische Zwecke eingeschmolzen, wie auch viele andere Glocken im damaligen Deutschen Reich. Erst 1973 erhielt die Gemeinde als Ersatz eine Glocke aus dem Jahr 1508, die von dem Glockengießer Harmen Koster aus Hildesheim gegossen wurde. Glocken erhielten damals einen Namen. Diese Glocke heißt Maria. Der Name steht auf der Glocke, ebenso die Jahreszahl 1508 und der Name Harmen Koster.

1944 explodierte, bei einem Angriff der Alliierten, in der Nähe der Kirche eine Luftmine und zerstörte alle Fenster der Kirche und einiger Gebäude in der Umgebung der Explosion. Jahrelang waren die Kirchenfenster nur mit Brettern vernagelt. Die St.-Nicolai-Kirche hatte zwar, in Form von 1700 Reichsmark, etwas Kapital für neue Fenster, aber das Baulenkungsamt stellte kein Glas zur Verfügung. Nach der Währungsreform war das Reichsmark-Kapital der Kirche nichts mehr wert. Letztendlich bezahlten die größeren Höfe in Ingeln und Oesselse das Geld für die Kirchenfenster.
Das jetzige klassizistische Kirchenschiff wurde im Jahr 1836 wegen Baufälligkeit abgerissen. 1837 war das neue Kirchenschiff fertiggestellt. Baumeister war Ludwig Hellner. Die Außenwände des Saalbaues aus Kalkbruchsteinen wurden an den Kanten mit verzahntem Quadermauerwerk verziert. Wegen akuter Baufälligkeit wurde die Kirche im Jahr 2004 zur Renovierung geschlossen und nach der Sanierung wieder eröffnet.
- Die Kirche ist von dem ehemaligen Friedhof umgeben. Der neue Friedhof und die Friedhofskapelle befinden sich am Michaelisweg. In dem Pfarrgarten stehen das evangelische Gemeindehaus und das Pfarrhaus (An der Nicolaikirche 2).

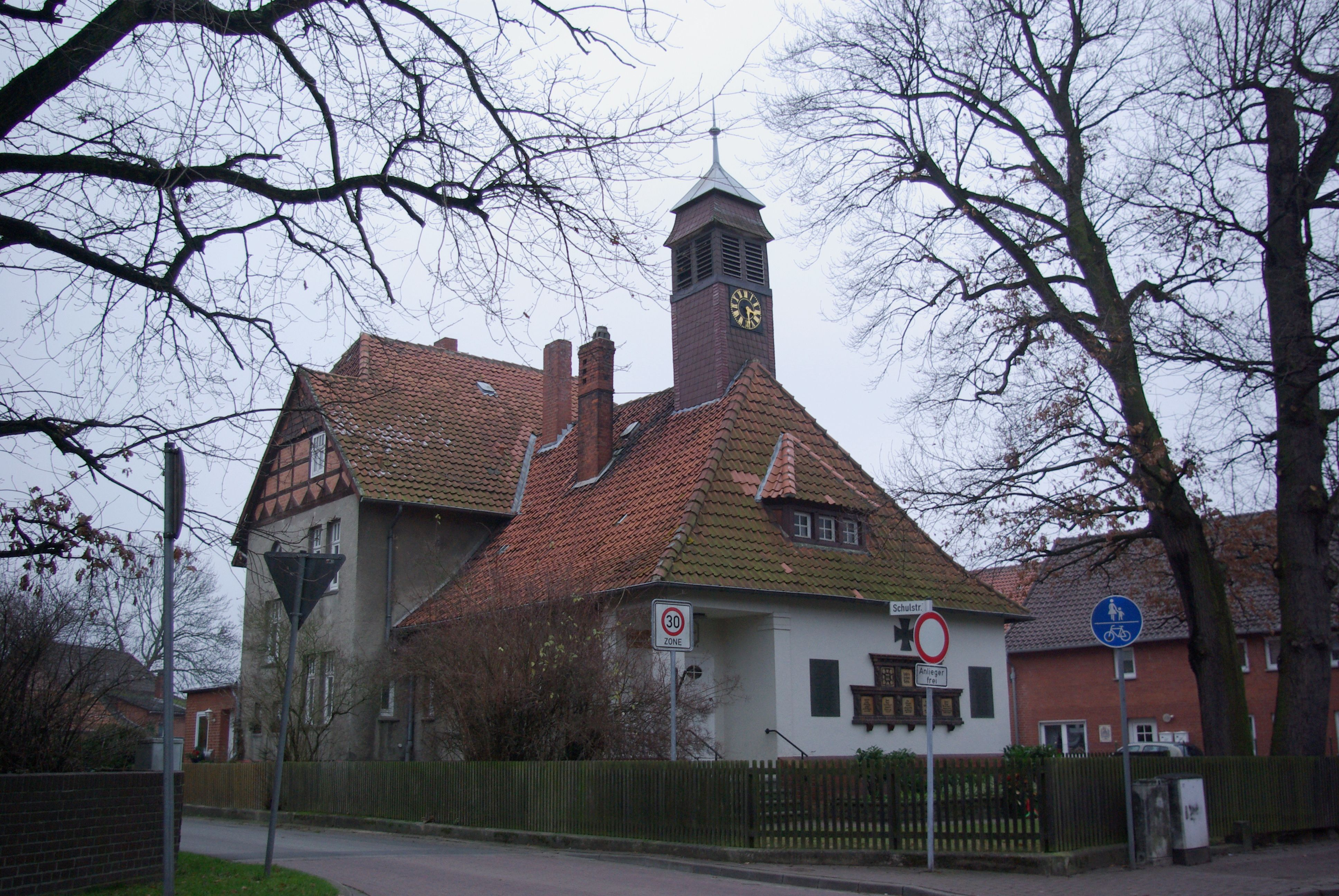
Alte Schule in Ingeln

- Das Pfarrhaus, das etwa im Jahr 1900 errichtet wurde, ist ein zweigeschossiger roter Backsteinbau mit sparsamen Schmuckelementen, mit einer Freitreppe und mit einer rückwärtigen Veranda.
- Die Alte Schule in Ingeln wurde 1911 mit einem Glockenturm errichtet, der die Glocke einer ehemaligen Kapelle aufnahm. Am Gebäude befinden sich Gedenktafeln für die Gefallenen der beiden Weltkriege. Nachdem der Schulbetrieb 1973 eingestellt wurde, nutzen heute eine Chorgemeinschaft und die Heimatfreunde Ingeln das Haus.

### Baudenkmäler
→ Siehe: Liste der Baudenkmale in Ingeln

→ Siehe: Liste der Baudenkmale in Oesselse

## Wirtschaft und Infrastruktur

### Unternehmen
- Die Ebelingsche Stiftung besteht seit 1908. Der Landwirt August Ebeling in Ingeln hatte die Gründung der Stiftung in seinem Testament verfügt. Er stiftete seine beiden Höfe in Ingeln mit Ländereien von etwa 78 Hektar. Im Testament verfügte er, dass von der Stiftung ein Krankenhaus in Ingeln gebaut werden sollte. Der Grund für seine Stiftung war der tragische Tod seines Sohnes, der mit 19 Jahren nach einem Reitunfall verstorben war und nach Ebelings Meinung überlebt hätte, wenn er schneller medizinisch versorgt worden wäre.

Das Stiftungsvermögen reichte aber für den Bau eines Krankenhauses in Ingeln nicht aus. Im Jahr 1926 wurde in Ingeln die Schwesternstation gegründet und ein Badehaus errichtet. Mit Ausnahme des Zweiten Weltkrieges finanziert die Ebelingsche Stiftung die Stelle für die Gemeindeschwester. Seit dem Jahr 2011 ist die gelernte Krankenschwester Ursula Saffe in Laatzen als Gemeindeschwester bei der Diakonie-Sozialstation des Kirchenkreises Laatzen-Springe angestellt. Die Sozialstation regelt bei Bedarf auch ihre Vertretung. Die Ebelingsche Stiftung erstattet dem Kirchenkreis jeweils die laufenden Kosten für die Stelle der Gemeindeschwester. Zwanzig Stunden in der Woche pflegt Schwester Ulla die Kranken in Ingeln und Oesselse, ohne dass ihnen dafür Kosten entstehen.
Nach dem Zweiten Weltkrieg wurden in den Ebelingschen Höfen Flüchtlinge aufgenommen, und es wurde ein Schulraum ausgebaut. Außerdem konnten einundzwanzig Einwohner in Ingeln einen 99-jährigen Erbbaurechtsvertrag für Bauland erstehen und sich dort ihr Eigenheim errichten.
Im Jahr 2016 beträgt das Stiftungsvermögen mehr als 4 Millionen Euro. Der Erlös aus den Pachtzahlungen der Ebelingschen Ländereien liegt bei rund 100.000 Euro pro Jahr. Das dreiköpfige Kuratorium der Stiftung besteht im Jahr 2016 aus dem damaligen Regionspräsident Hauke Jagau, Laatzens Bürgermeister Jürgen Köhne sowie einem Ingelner, der vom Gemeinderat für jeweils fünf Jahre gewählt wird. Im Jahr 2016 ist es Wolfgang Zingler.
Mit den Einkünften finanziert die Ebelingsche Stiftung mehrere Maßnahmen im Gesundheitsbereich. Neben den Kosten für die Gemeindeschwester unterstützt sie das Klinikum Agnes Karll Laatzen regelmäßig mit größeren Beträgen. Außerdem hat sie 2015 dem TSV Ingeln-Oesselse 25.000 Euro für den Bau eines Aktivplatzes zur Gesundheitsprävention zur Verfügung gestellt.
- Das noch in der Mitte des letzten Jahrhunderts sehr landwirtschaftlich geprägte Doppeldorf hat inzwischen, erleichtert durch die gute Straßenanbindung an Hannover, den Wandel zu einem Pendlerdorf durchgemacht. Dank der Nähe zum hannoverschen Messegelände werden von vielen Haushalten Messegäste beherbergt. Die verbliebenen Bauernhöfe sind vor allem Ackerbaubetriebe. Hauptsächlich werden Getreide und Zuckerrüben angebaut.

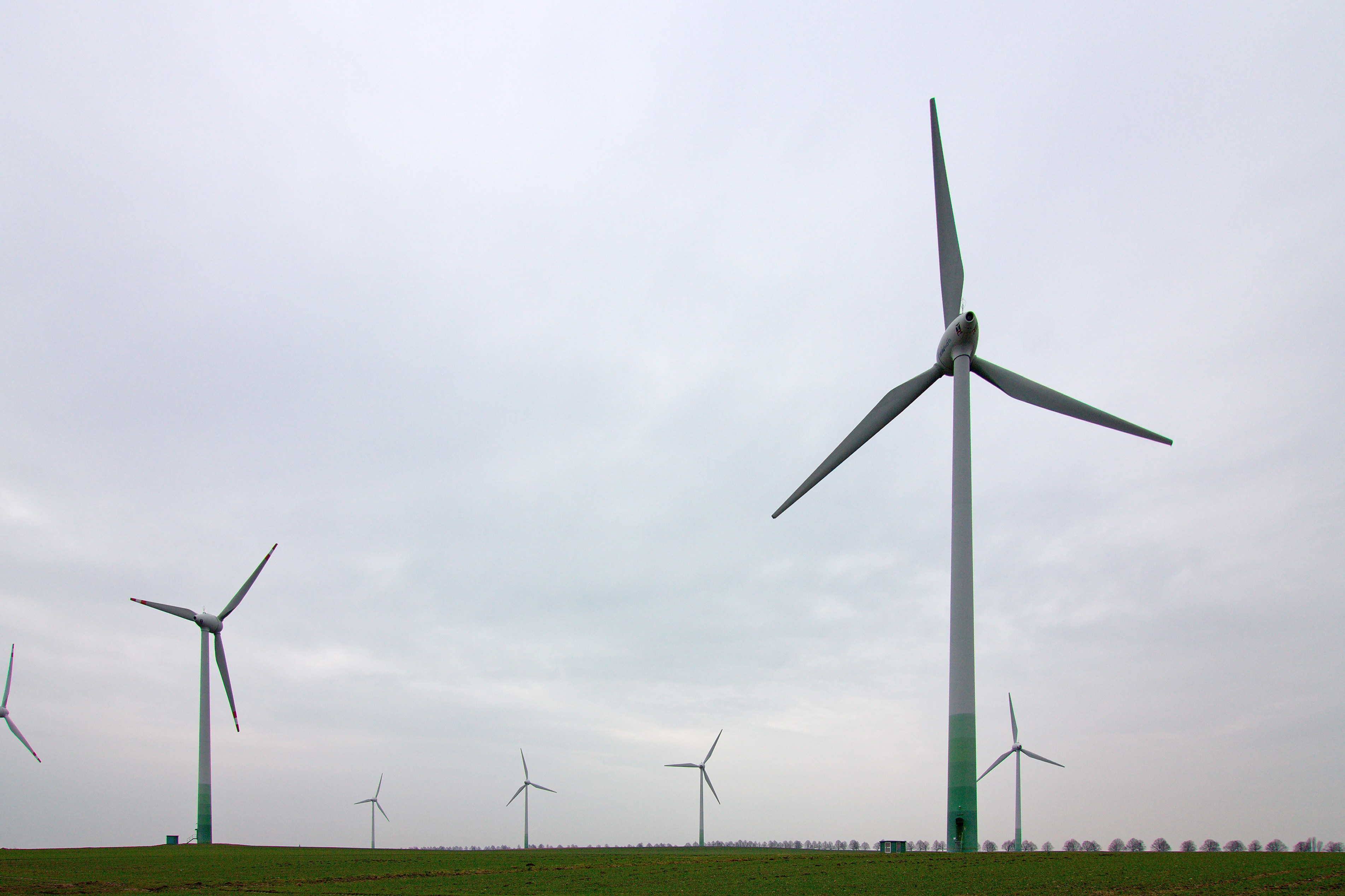
Windkraftanlagen Ingeln-Oesselse

- Im Ortsteil Ingeln-Oesselse befindet sich mit dem Hennies-Hof Laatzens einziger Landwirtschaftsbetrieb, der neben Ackerbau auch noch die Viehhaltung betreibt. Der Hof ist seit dem 16. Jahrhundert im Besitz der Familie Hennies.[8]
- Westlich von Oesselse und südöstlich von Ingeln wurden bereits 1995 Windkraftanlagen mit einer Nennleistung von 500 Kilowatt errichtet, die seitdem zuverlässig Strom liefern.[9]

### Bildung
Zwischen den Ortsteilen Ingeln und Oesselse befindet sich die Grundschule Ingeln-Oesselse, welche etwa 150 Schülern die Klassen 1–4 als Verlässliche Grundschule anbietet.

### Verkehr
Ingeln-Oesselse wird von einer Buslinie des Großraum-Verkehrs Hannover (GVH) erschlossen und mit Nachbarorten, wie Sehnde und Gleidingen verbunden. Sie stellt auch einen Anschluss an das Stadtbahnnetz Hannovers her.
Über die K 266 ist der Ort mit der B 6 verbunden und damit eine gute Erreichbarkeit sowohl des Stadtzentrums von Laatzen als auch von Hannover, Sarstedt und Hildesheim mit dem Kraftfahrzeug sichergestellt.